# Agnetina brevipennis
Agnetina brevipennis és una espècie d'insecte plecòpter pertanyent a la família dels pèrlids que es troba a Àsia: des del massís de l'Altai i Mongòlia fins a Sibèria, incloent-hi l'illa de Sakhalín.